# تيموثي سميث
تيموثي سميث (29 ديسمبر 1953 في المملكة المتحدة - ) (بالإنجليزية: Timothy Smith)‏ هو لاعب كريكت بريطاني. لعب مع Cambridgeshire County Cricket Club ‏ وHertfordshire County Cricket Club ‏ والمقاطعات الوطنية للكريكيت الإنجليزي والويلزي ‏.

## وصلات خارجية
- تيموثي سميث على موقع إي آس بي آن كريك إنفو (الإنجليزية)